# Редер, Роберт
Роберт Редер (англ. Robert Gayle Roeder; род. 3 июня 1942, США) — американский учёный. Труды в основном посвящены молекулярной биологии и биохимии. Известность принесли исследования экспрессии генов.
Является членом  Национальной академии наук США (1988) , Американской академии искусств и наук (1995) , EMBO (2003).

## Награды и отличия
- Eli Lilly Award in Biological Chemistry[нем.] (1977)
- NAS Award in Molecular Biology[нем.] (1986)
- Премия Розенстила (1994)
- Passano Award[нем.] (1995)
- Премия Луизы Гросс Хорвиц (1999) [4]
- Alfred P. Sloan, Jr. Prize[нем.] (1999)
- Международная премия Гайрднера (2000) [5]
- Премия Диксона (2001)
- Премия Альберта Ласкера за фундаментальные медицинские исследования (2003) [6]
- Премия медицинского центра Олбани (2012)
- Thomson Reuters Citation Laureate (2014)
- Howard Taylor Ricketts Award[нем.] (2018)
- Премия Киото (2021)